# Парламент Каталонії
41°23′17″ пн. ш. 2°11′20″ сх. д. / 41.388070463429° пн. ш. 2.1888274457907° сх. д.

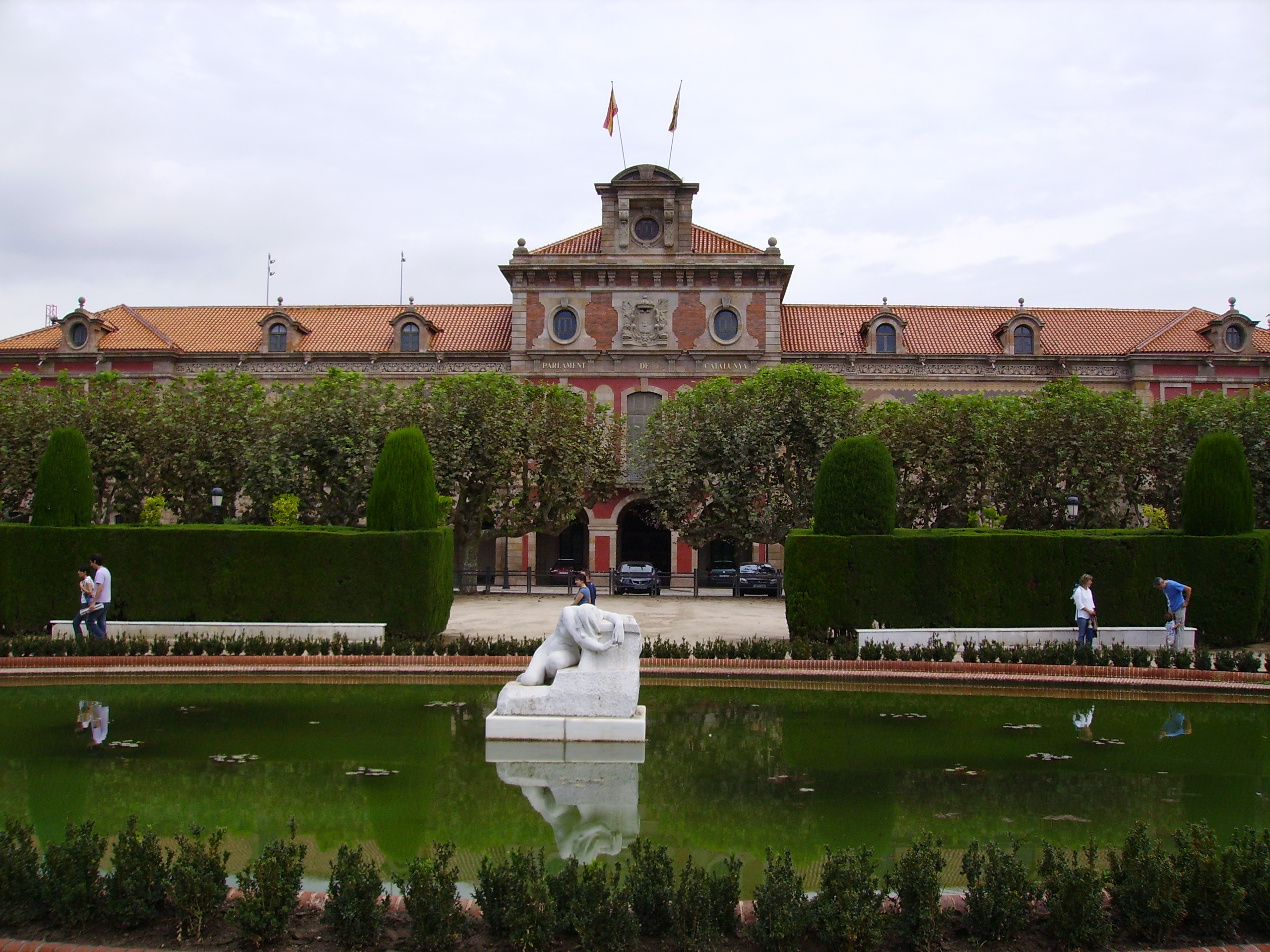
Будівля парламенту Каталонії

Парламент Каталонії (кат. Parlament de Catalunya МФА: [pərɫəmen kətəɫuɲə də]) є однопалатним законодавчим органом Каталонії ( Іспанія ). Парламент утворений з 135 членів ( «diputats»), які обираються кожні чотири роки або після дострокового розпуску. Обираються шляхом загального голосування. Будівля парламенту знаходиться в парку Сьютаделья . Представництво непряме, діє опосередкована колегія вибірників . Голосування в 135-місний парламент хоча і здійснюється таємно на основі загального виборчого права, три нестоличних, але переважно каталаномовних регіони вибирають в місцевий Парламент на 15 більше депутатських місць, ніж цього можна було очікувати, виходячи з їх пропорційної демографічної ваги  . У Каталонії виділяють чотири багатомандатних виборчих округи - Барселона (85 місць), Таррагона (18), Жирона (17) і Лерида (15). За підсумками виборів депутатські місця розподіляються між списками кандидатів пропорційно до голосів, поданих за списки кандидатів. В результаті навіть не отримавши абсолютної більшості голосів (47,5%), партії, що підтримують незалежність Каталонії, проте можуть з легкістю отримати 52% депутатських крісел в місцевому парламенті і, таким чином, створюють коаліцію правлячої більшості.

## Результати виборів 2017 року
| округ     | Громадяни | Громадяни | Рух за Каталонію | Рух за Каталонію | Республіканці | Республіканці | Соціалісти | Соціалісти | Ліві | Ліві  | Народна єдність | Народна єдність | Народна партія | Народна партія |   |
| округ     | %         | місць     | %                | місць            | %             | місць         | %          | місць      | %    | місць | %               | місць           | %              | місць          |   |
| --------- | --------- | --------- | ---------------- | ---------------- | ------------- | ------------- | ---------- | ---------- | ---- | ----- | --------------- | --------------- | -------------- | -------------- | - |
| округ     | Барселона | 26.4      | 24               | 19.0             | 17            | 20.6          | 18         | 15.1       | 13   | 8.4   | 7               | 4.4             | 3              | 4.3            | 3 |
| Жирона    | 19.5      | 4         | 36.7             | 7                | 21.7          | 4             | 8.6        | 1          | 4.0  | -     | 5.3             | 1               | 2.9            | -              |   |
| Лерида    | 17.0      | 3         | 32.5             | 6                | 26.7          | 5             | 9.0        | 1          | 3.9  | -     | 5.0             | -               | 4.5            | -              |   |
| Таррагона | 27.4      | 5         | 21.7             | 4                | 23.7          | 5             | 11.8       | 2          | 5.4  | 1     | 4.0             | -               | 4.6            | 1              |   |
| всього '  | 25.4      | 36        | 21.7             | 34               | 21.4          | 32            | 13.9       | 17         | 7.5  | 8     | 4.5             | 4               | 4.2            | 4              |   |